# Humljani
Humljani is een plaats in de gemeente Čačinci in de Kroatische provincie Virovitica-Podravina. De plaats telt 181 inwoners (2001).